# The Minor Chord
The Minor Chord è un cortometraggio muto del 1911 diretto da Joseph W. Smiley. Una storia drammatica interpretata da King Baggot e Isabel Rea.

## Produzione
Il film fu prodotto dall'Independent Moving Pictures Co. of America (IMP).

## Distribuzione
Il film - un cortometraggio in una bobina - uscì nelle sale USA il 25 maggio 1911, distribuito dalla Motion Picture Distributors and Sales Company.